# コクトカイ県
コクトカイ県（コクトカイけん）は、中華人民共和国新疆ウイグル自治区イリ・カザフ自治州アルタイ地区に位置する県。県人民政府の所在地はクウェティス鎮（庫額爾斉斯鎮）。

## 地理
アルタイ山脈の花崗岩質の地質景観があるため、2017年にユネスコ世界ジオパークに指定される。

## 行政区画
5鎮、5郷を管轄：
- 鎮：クウェルティス鎮（クエルティシ鎮、庫額爾斉斯鎮）、キョクトカイ鎮（キョクトガイ鎮、可可托海鎮）、チャクルト鎮（シャキュルティ鎮、恰庫爾図鎮）、カラテュンケ鎮（喀拉通克鎮）、デュレ鎮（杜熱鎮）
- 郷：トゥルグン郷（吐爾洪郷）、キュルティ郷（庫爾特郷）、克孜勒希力克郷、カラブルグン郷（カラ・ブルギン郷、喀拉布勒根郷）、テメキ郷（鉄買克郷）